# Triffoy
Le Triffoy est un ruisseau de Belgique, affluent en rive gauche du Hoyoux faisant partie du bassin versant de la Meuse. Il coule dans la région du Condroz en province de Namur puis en province de Liège. Le cours d'eau prend aussi localement le nom de ruisseau de Flème puis de Goesnes.

## Parcours
Le ruisseau prend sa source à l'est du village de Sorée à une altitude de 260 m, non loin de la source de la Vyle. Ensuite, il traverse le hameau de Flème, passe au château d'Hodoumont, arrose Goesnes et Jamagne, passe au sud de Grand-Marchin et Éreffe pour se jeter dans le Hoyoux (en rive gauche) au lieu-dit Roiseu près des carrières du Triffoy à une altitude de 135 m. après un parcours campagnard d’une dizaine de kilomètres. 
Le cours inférieur du Triffoy est caractérisé par la présence de plusieurs travertins magnifiques.